# Wysoka (Branice)
Wysoka (deutsch Waissak, 1936–1945 Lindau O.S., tschechisch Vysoká) ist ein Ort in der Landgemeinde Branice im Powiat Głubczycki der Woiwodschaft Opole in Polen.

## Geographie
Das Angerdorf Wysoka liegt vier Kilometer südöstlich von Branice, 21 Kilometer südlich von Głubczyce (Leobschütz) und 86 Kilometer südlich von Opole (Oppeln) in der Schlesischen Tiefebene an der tschechisch-polnischen Landesgrenze, die südwestlich des Dorfes von der Oppa gebildet wird.
Nachbarorte von Wysoka sind  Boboluszki (Boblowitz) im Westen und Jakubowice (Jakubowitz) im Osten. Jenseits der Landesgrenze zu Tschechien liegt im Südwesten Holasovice (Kreuzendorf).

## Geschichte

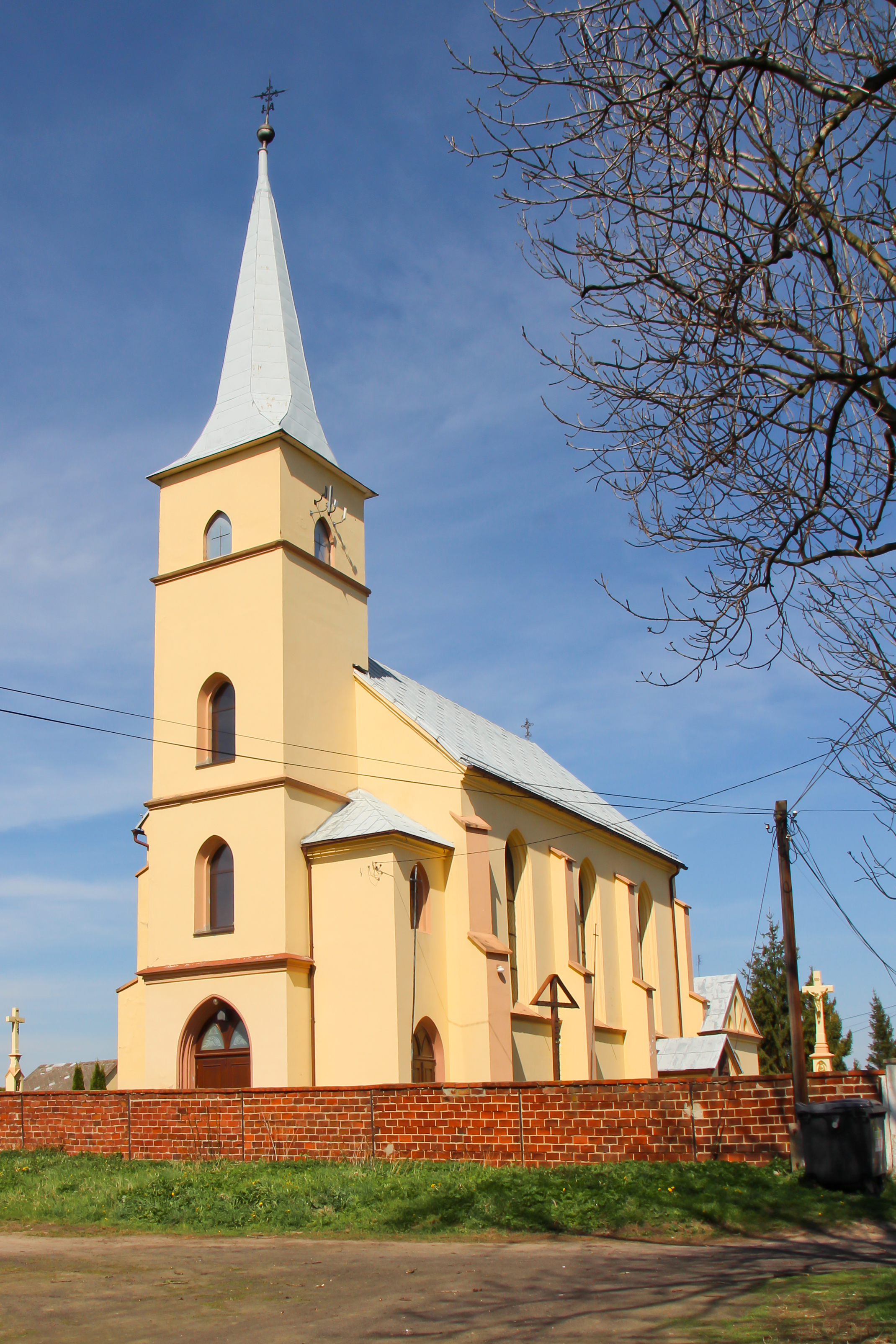
Herz-Jesu-Kirche

„Wiztogh“ gehörte zum přemyslidischen Herzogtum Troppau. Erstmals erwähnt wurde es im Jahre 1267. Bei der Teilung des Herzogtums Troppau im Jahre 1377 gelangte es unter dem Ortsnamen Wissock an das Herzogtum Leobschütz. Von Anfang an gehörte es zum mährischen Bistum Olmütz, mit dem es bis 1972 verbunden blieb. Für 1451 ist die Schreibweise Wisoka belegt. 1480 gehörte es dem Jan Havranowski.
Nach dem Ersten Schlesischen Krieg 1742 fiel Waissak mit dem nördlichen Teil des Herzogtums Troppau an Preußen. Nachfolgend wurde es dem Landkreis Leobschütz eingegliedert, mit dem es bis 1945 verbunden blieb.
1803 wurde im Ort eine Schule eingerichtet. Nach der Neuorganisation der Provinz Schlesien gehörte Waissak ab 1816 zum Landkreis Leobschütz, mit dem es bis 1945 verbunden blieb. 1845 bestanden im Dorf ein Schloss, ein Vorwerk, eine katholische Schule und 90 Häuser. Im gleichen Jahr lebten in Waissak 558 Menschen, davon einer evangelisch. 1861 zählte Waissak 12 Bauern-, 21 Gärtner-, sowie 46 Häuslerstellen. 1864 wurde im Ort eine Schule eingerichtet. 1874 wurde der Amtsbezirk Boblowitz gegründet, dem die Landgemeinden Boblowitz, Dirschkowitz, Waissak und Wehowitz sowie die Gutsbezirke Boblowitz und Waissak eingegliedert wurden. Erster Amtsvorsteher war der Rittergutsbesitzer Schmidt in Boblowitz. 1896 wurde die Filialkirche Heiligstes Herz Jesu errichtet.
Im Ersten Weltkrieg fielen 24 Soldaten aus Waissak. Bei der Volksabstimmung in Oberschlesien am 20. März 1921 stimmten in Waissak 465 Personen für einen Verbleib bei Deutschland und eine Person für Polen. Waissak verblieb wie der gesamte Stimmkreis Leobschütz beim Deutschen Reich. Im gleichen Jahr wurde das Dorf elektrifiziert. 1933 zählte Waissack 742 Einwohner. Am 12. Juni 1936 wurde es in Lindau O.S. umbenannt. 1939 zählte Lindau O.S. 716 Einwohner. Am 22. März 1944 flüchtete die Dorfbevölkerung vor der heranrückenden Roten Armee.
Als Folge des Zweiten Weltkriegs fiel Waissak mit fast ganz Schlesien 1945 an Polen. Nachfolgend wurde es durch die polnische Administration in Wysoka umbenannt und der Woiwodschaft Schlesien eingegliedert. Die deutschen Einwohner wurden, soweit sie nicht schon vorher geflohen waren, am 8. Juli 1946 vertrieben. Die neu angesiedelten Bewohner waren teilweise Zwangsausgesiedelte aus Ostpolen, das an die Sowjetunion gefallen war. 1950 wurde Wysoka der Woiwodschaft Oppeln zugeteilt.

## Sehenswürdigkeiten

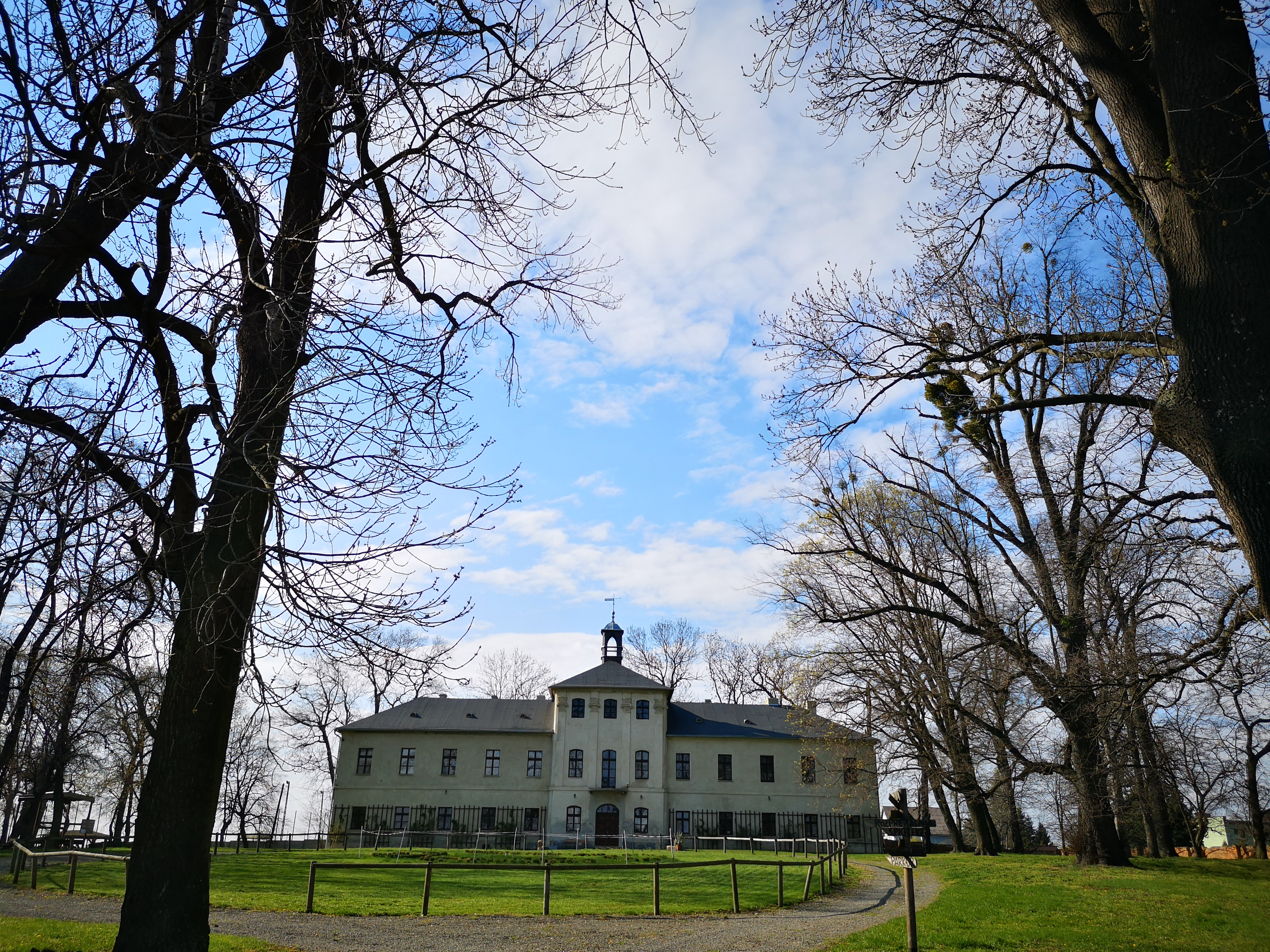
Schloss Waissak

- Die römisch-katholische Herz-Jesu-Kirche (polnisch Kościół Najświętszego Serca Pana Jezusa) wurde 1896 errichtet.[8]
- Das Schloss Waissak (Pałac w Wysokiej) wurde in der ersten Hälfte des 18. Jahrhunderts erbaut. Es steht seit 1966 unter Denkmalschutz.[9]
- Steinerne Wegkreuze